# Giuliano Dominoni
Giuliano Dominoni (Ricengo, 23 luglio 1947) è un ex ciclista su strada italiano, professionista dal 1973 al 1974. Nonostante ottenne numerose vittorie fra i dilettanti, non riuscì ad imporsi in nessuna competizione fra i professionisti; tuttavia ottenne qualche piazzamento di rilievo, come il nono posto nella classifica generale del Giro di Puglia 1973 e il decimo al Giro di Romagna dello stesso anno.

## Palmarès
- 1971 (dilettanti)

Giro della Brianza
Milano-Bologna
4ª tappa Giro Ciclistico d'Italia (San Piero in Bagno > Punta Marina Terme)
5ª tappa Giro Ciclistico d'Italia (Adria > Vittorio Veneto)
- 1972 (dilettanti)

Trofeo Papà Cervi
2ª tappa Settimana Ciclistica Bergamasca (Pedrengo > Pedrengo)
Giro della Brianza
Gran Premio Agostano
Trofeo Vitulano
Piccolo Giro di Lombardia

## Piazzamenti

### Grandi Giri
- Giro d'Italia

1973: 105º

### Classiche monumento
- Milano-Sanremo

1973: 120º

### Competizioni mondiali
- Campionati del mondo

Leicester 1970 - In linea Dilettanti: 4º